# Lepidocolaptes leucogaster
Lepidocolaptes leucogaster là một loài chim trong họ Furnariidae.